# Élections législatives de 2007 dans le Morbihan
Les élections législatives françaises de 2007 se déroulent les 10 et 17 juin 2007. Dans le département du Morbihan, six députés sont à élire dans le cadre de six circonscriptions.

## Élus
| Circonscription | Député sortant                               | Parti | Parti | Député élu ou réélu       | Parti | Parti |
| --------------- | -------------------------------------------- | ----- | ----- | ------------------------- | ----- | ----- |
| 1re             | Josiane Boyce suppléante de François Goulard |       | UMP   | François Goulard          |       | UMP   |
| 2e              | Aimé Kergueris                               |       | UMP   | Michel Grall              |       | UMP   |
| 3e              | Gérard Lorgeoux                              |       | UMP   | Gérard Lorgeoux           |       | UMP   |
| 4e              | Loïc Bouvard                                 |       | UMP   | Loïc Bouvard              |       | UMP   |
| 5e              | Jean-Yves Le Drian                           |       | PS    | Françoise Olivier-Coupeau |       | PS    |
| 6e              | Jacques Le Nay                               |       | UMP   | Jacques Le Nay            |       | UMP   |

## Résultats

### Résultats à l'échelle du département
| Parti                                        | Parti                                | Premier tour | Premier tour | Second tour | Second tour | Sièges |
| Parti                                        | Parti                                | Voix         | %            | Voix        | %           | Sièges |
| -------------------------------------------- | ------------------------------------ | ------------ | ------------ | ----------- | ----------- | ------ |
|                                              | Union pour un mouvement populaire    | 136 888      | 40,16        | 170 732     | 51,53       | 5      |
|                                              | Divers droite                        | 18 841       | 5,53         |             |             | 0      |
|                                              | Mouvement pour la France             | 3 254        | 0,95         | 0           |             |        |
|                                              | Majorité présidentielle              | 158 983      | 46,64        | 170 732     | 51,53       | 5      |
|                                              |                                      |              |              |             |             |        |
|                                              | Parti socialiste                     | 99 891       | 29,31        | 160 621     | 48,47       | 1      |
|                                              | Parti communiste français            | 16 817       | 4,93         |             |             | 0      |
|                                              | Les Verts                            | 10 490       | 3,08         | 0           |             |        |
|                                              | Divers gauche                        | 276          | 0,08         | 0           |             |        |
|                                              | Gauche parlementaire                 | 127 474      | 37,40        | 160 621     | 48,47       | 1      |
|                                              |                                      |              |              |             |             |        |
|                                              | UDF–Mouvement démocrate              | 20 688       | 6,07         |             |             | 0      |
|                                              | Divers                               | 13 404       | 3,93         | 0           |             |        |
|                                              | Front national                       | 10 157       | 2,98         | 0           |             |        |
|                                              | Extrême gauche dont LCR, LO et SÉGA  | 8 249        | 2,42         | 0           |             |        |
|                                              | Divers écologiste dont LT-LNÉ et MÉI | 1 194        | 0,35         | 0           |             |        |
|                                              | Mouvement national républicain       | 692          | 0,20         | 0           |             |        |
|                                              |                                      |              |              |             |             |        |
| Inscrits                                     | Inscrits                             | 536 859      | 100,00       | 536 799     | 100,00      | 6      |
| Abstentions                                  | Abstentions                          | 188 953      | 35,2         | 195 903     | 36,49       |        |
| Votants                                      | Votants                              | 347 906      | 64,8         | 340 896     | 63,51       |        |
| Blancs et nuls                               | Blancs et nuls                       | 7 065        | 2,03         | 9 543       | 2,8         |        |
| Exprimés                                     | Exprimés                             | 340 841      | 97,97        | 331 353     | 97,2        |        |
| Source : Ministère de l'Intérieur - Morbihan |                                      |              |              |             |             |        |

### Résultats par circonscription

#### Première circonscription (Vannes)
| Candidat       | Candidat                       | Parti          | Premier tour | Premier tour | Second tour | Second tour |  |
| Candidat       | Candidat                       | Parti          | Voix         | %            | Voix        | %           |  |
| -------------- | ------------------------------ | -------------- | ------------ | ------------ | ----------- | ----------- |  |
|                | François Goulard sortant réélu | UMP            | 30 856       | 46,46        | 34 174      | 52,9        |  |
|                | Hervé Pellois                  | PS             | 21 235       | 31,97        | 30 429      | 47,1        |  |
|                | Christian Le Moigne            | Les Verts      | 2 583        | 3,89         |             |             |  |
|                | Christine Ravaux               | FN             | 2 152        | 3,24         |             |             |  |
|                | Yves Mével                     | Divers centre  | 1 859        | 2,8          |             |             |  |
|                | Gabriel Guilloux               | diss. UMP      | 1 530        | 2,3          |             |             |  |
|                | Pascal Trochet                 | LCR            | 1 313        | 1,98         |             |             |  |
|                | Odile Choppin                  | MPF            | 1 295        | 1,95         |             |             |  |
|                | Jean-Jacques Page              | UDB            | 1 000        | 1,51         |             |             |  |
|                | Colette Bocher                 | PCF            | 824          | 1,24         |             |             |  |
|                | Emmanuel Descamp               | Divers         | 741          | 1,12         |             |             |  |
|                | Martine Leseur                 | SÉGA           | 600          | 0,9          |             |             |  |
|                | Josette Grimaud                | LO             | 426          | 0,64         |             |             |  |
|                |                                |                |              |              |             |             |  |
| Inscrits       | Inscrits                       | Inscrits       | 104 525      | 100,00       | 104 521     | 100,00      |  |
| Abstentions    | Abstentions                    | Abstentions    | 36 821       | 35,23        | 38 341      | 36,68       |  |
| Votants        | Votants                        | Votants        | 67 704       | 64,77        | 66 180      | 63,32       |  |
| Blancs et nuls | Blancs et nuls                 | Blancs et nuls | 1 290        | 1,91         | 1 577       | 2,38        |  |
| Exprimés       | Exprimés                       | Exprimés       | 66 414       | 98,09        | 64 603      | 97,62       |  |

#### Deuxième circonscription (Auray)
| Candidat       | Candidat               | Parti          | Premier tour | Premier tour | Second tour | Second tour |  |
| Candidat       | Candidat               | Parti          | Voix         | %            | Voix        | %           |  |
| -------------- | ---------------------- | -------------- | ------------ | ------------ | ----------- | ----------- |  |
|                | Michel Grall élu       | UMP            | 16 074       | 26,56        | 29 755      | 52,25       |  |
|                | Nathalie Le Magueresse | PS             | 11 619       | 19,2         | 27 189      | 47,75       |  |
|                | Jean-Michel Belz       | Divers droite  | 10 439       | 17,25        |             |             |  |
|                | Michel Le Scouarnec    | PCF            | 6 206        | 10,26        |             |             |  |
|                | Gérard Pierre          | Divers droite  | 4 946        | 8,17         |             |             |  |
|                | Christine Bellego      | UDF–MoDem      | 4 045        | 6,68         |             |             |  |
|                | Claire Masson          | Les Verts      | 2 178        | 3,6          |             |             |  |
|                | Bruno Petit            | FN             | 1 921        | 3,17         |             |             |  |
|                | Alain Malarde          | Divers         | 1 591        | 2,63         |             |             |  |
|                | Claude Godet           | CPNT           | 516          | 0,85         |             |             |  |
|                | Jean-Louis Amisse      | LO             | 513          | 0,85         |             |             |  |
|                | Jean-Michel Bastien    | Divers         | 462          | 0,76         |             |             |  |
|                |                        |                |              |              |             |             |  |
| Inscrits       | Inscrits               | Inscrits       | 93 252       | 100,00       | 93 219      | 100,00      |  |
| Abstentions    | Abstentions            | Abstentions    | 31 865       | 34,17        | 34 374      | 36,87       |  |
| Votants        | Votants                | Votants        | 61 387       | 65,83        | 58 845      | 63,13       |  |
| Blancs et nuls | Blancs et nuls         | Blancs et nuls | 877          | 1,43         | 1 901       | 3,23        |  |
| Exprimés       | Exprimés               | Exprimés       | 60 510       | 98,57        | 56 944      | 96,77       |  |

#### Troisième circonscription (Pontivy)
| Candidat       | Candidat                      | Parti          | Premier tour | Premier tour | Second tour | Second tour |  |
| Candidat       | Candidat                      | Parti          | Voix         | %            | Voix        | %           |  |
| -------------- | ----------------------------- | -------------- | ------------ | ------------ | ----------- | ----------- |  |
|                | Gérard Lorgeoux sortant réélu | UMP            | 24 737       | 45,87        | 27 524      | 53,05       |  |
|                | Jean-Pierre Le Roch           | PS             | 16 866       | 31,28        | 24 355      | 46,95       |  |
|                | Benoît Rolland                | UDF–MoDem      | 4 111        | 7,62         |             |             |  |
|                | Nelly Fruchard                | Régionaliste   | 2 290        | 4,25         |             |             |  |
|                | Gisèle Burban                 | FN             | 1 846        | 3,42         |             |             |  |
|                | Marie-Madeleine Doré-Lucas    | PCF            | 1 387        | 2,57         |             |             |  |
|                | Claudine Kerhir               | LT-LNÉ         | 788          | 1,46         |             |             |  |
|                | Florence Brissard             | LO             | 608          | 1,13         |             |             |  |
|                | Édith Pennot                  | CPNT           | 528          | 0,98         |             |             |  |
|                | Yann Lavalou                  | Divers         | 492          | 0,91         |             |             |  |
|                | Annie Lannuzel                | MNR            | 271          | 0,5          |             |             |  |
|                |                               |                |              |              |             |             |  |
| Inscrits       | Inscrits                      | Inscrits       | 83 363       | 100,00       | 83 348      | 100,00      |  |
| Abstentions    | Abstentions                   | Abstentions    | 28 380       | 34,04        | 30 011      | 36,01       |  |
| Votants        | Votants                       | Votants        | 54 983       | 65,96        | 53 337      | 63,99       |  |
| Blancs et nuls | Blancs et nuls                | Blancs et nuls | 1 059        | 1,93         | 1 458       | 2,73        |  |
| Exprimés       | Exprimés                      | Exprimés       | 53 924       | 98,07        | 51 879      | 97,27       |  |

#### Quatrième circonscription (Ploërmel)
| Candidat       | Candidat                   | Parti          | Premier tour | Premier tour | Second tour | Second tour |  |
| Candidat       | Candidat                   | Parti          | Voix         | %            | Voix        | %           |  |
| -------------- | -------------------------- | -------------- | ------------ | ------------ | ----------- | ----------- |  |
|                | Loïc Bouvard sortant réélu | UMP            | 25 144       | 45,6         | 27 351      | 50,42       |  |
|                | Béatrice Le Marre          | PS             | 18 020       | 32,68        | 26 893      | 49,58       |  |
|                | Yvette Folliard            | UDF–MoDem      | 5 186        | 9,41         |             |             |  |
|                | Nicole Morhan              | FN             | 1 550        | 2,81         |             |             |  |
|                | Gisèle Citharel            | Les Verts      | 1 360        | 2,47         |             |             |  |
|                | Annick Guérin              | PCF            | 1 063        | 1,93         |             |             |  |
|                | Nathalie Clermont          | MPF            | 768          | 1,39         |             |             |  |
|                | Dominique Pingannaud       | CPNT           | 661          | 1,2          |             |             |  |
|                | Martine Grassineau         | LO             | 599          | 1,09         |             |             |  |
|                | Martine Selleret           | Divers         | 591          | 1,07         |             |             |  |
|                | Noël André                 | MNR            | 196          | 0,36         |             |             |  |
|                |                            |                |              |              |             |             |  |
| Inscrits       | Inscrits                   | Inscrits       | 87 247       | 100,00       | 87 241      | 100,00      |  |
| Abstentions    | Abstentions                | Abstentions    | 30 908       | 35,43        | 31 493      | 36,1        |  |
| Votants        | Votants                    | Votants        | 56 339       | 64,57        | 55 748      | 63,9        |  |
| Blancs et nuls | Blancs et nuls             | Blancs et nuls | 1 201        | 2,13         | 1 504       | 2,7         |  |
| Exprimés       | Exprimés                   | Exprimés       | 55 138       | 97,87        | 54 244      | 97,3        |  |

#### Cinquième circonscription (Lorient)
| Candidat       | Candidat                       | Parti          | Premier tour | Premier tour | Second tour | Second tour |  |
| Candidat       | Candidat                       | Parti          | Voix         | %            | Voix        | %           |  |
| -------------- | ------------------------------ | -------------- | ------------ | ------------ | ----------- | ----------- |  |
|                | Françoise Olivier-Coupeau élue | PS             | 16 360       | 34,31        | 26 444      | 55,27       |  |
|                | Maria Colas                    | UMP            | 11 829       | 24,81        | 21 400      | 44,73       |  |
|                | Fabrice Loher                  | UDF–MoDem      | 7 346        | 15,41        |             |             |  |
|                | Jean Le Bot                    | Divers droite  | 1 926        | 4,04         |             |             |  |
|                | Jean-Paul Aucher               | Les Verts      | 1 879        | 3,94         |             |             |  |
|                | Thierry Goyet                  | PCF            | 1 764        | 3,7          |             |             |  |
|                | Stéphanie Chauvin              | LCR            | 1 286        | 2,7          |             |             |  |
|                | Daniel Bergeron                | FN             | 1 245        | 2,61         |             |             |  |
|                | Yann Syz                       | UDB            | 691          | 1,45         |             |             |  |
|                | Hervé Le Guen                  | PB             | 686          | 1,44         |             |             |  |
|                | Guénaël Le Gras                | Extrême gauche | 606          | 1,27         |             |             |  |
|                | Marie-Flore Le Roy             | MPF            | 461          | 0,97         |             |             |  |
|                | Cyril Le Bail                  | LO             | 436          | 0,91         |             |             |  |
|                | Jean-Pierre Messarovitc        | Divers         | 435          | 0,91         |             |             |  |
|                | Michel Chevant                 | MÉI            | 406          | 0,85         |             |             |  |
|                | Julien Le Diméet               | diss. PCF      | 325          | 0,68         |             |             |  |
|                |                                |                |              |              |             |             |  |
| Inscrits       | Inscrits                       | Inscrits       | 81 377       | 100,00       | 81 381      | 100,00      |  |
| Abstentions    | Abstentions                    | Abstentions    | 32 177       | 39,54        | 31 780      | 39,05       |  |
| Votants        | Votants                        | Votants        | 49 200       | 60,46        | 49 601      | 60,95       |  |
| Blancs et nuls | Blancs et nuls                 | Blancs et nuls | 1 519        | 3,09         | 1 757       | 3,54        |  |
| Exprimés       | Exprimés                       | Exprimés       | 47 681       | 96,91        | 47 844      | 96,46       |  |

#### Sixième circonscription (Hennebont)
| Candidat       | Candidat                     | Parti          | Premier tour | Premier tour | Second tour | Second tour |  |
| Candidat       | Candidat                     | Parti          | Voix         | %            | Voix        | %           |  |
| -------------- | ---------------------------- | -------------- | ------------ | ------------ | ----------- | ----------- |  |
|                | Jacques Le Nay sortant réélu | UMP            | 28 248       | 49,41        | 30 528      | 54,67       |  |
|                | Jean-Pierre Bageot           | PS             | 15 791       | 27,62        | 25 311      | 45,33       |  |
|                | Gérard Perron                | PCF            | 5 573        | 9,75         |             |             |  |
|                | Michel Rolland               | Les Verts      | 2 490        | 4,36         |             |             |  |
|                | Gérald Perrier               | FN             | 1 443        | 2,52         |             |             |  |
|                | Yves Juin                    | LCR            | 1 138        | 1,99         |             |             |  |
|                | Thierry Le Roch              | Divers         | 861          | 1,51         |             |             |  |
|                | Marie-Alix Boullault         | MPF            | 730          | 1,28         |             |             |  |
|                | Odile Picaud                 | LO             | 399          | 0,7          |             |             |  |
|                | Maryse Paraire               | MRC            | 276          | 0,48         |             |             |  |
|                | Florence Houssais            | MNR            | 225          | 0,39         |             |             |  |
|                |                              |                |              |              |             |             |  |
| Inscrits       | Inscrits                     | Inscrits       | 87 095       | 100,00       | 87 089      | 100,00      |  |
| Abstentions    | Abstentions                  | Abstentions    | 28 802       | 33,07        | 29 904      | 34,34       |  |
| Votants        | Votants                      | Votants        | 58 293       | 66,93        | 57 185      | 65,66       |  |
| Blancs et nuls | Blancs et nuls               | Blancs et nuls | 1 119        | 1,92         | 1 346       | 2,35        |  |
| Exprimés       | Exprimés                     | Exprimés       | 57 174       | 98,08        | 55 839      | 97,65       |  |